# Krucjata w Egipcie (opera)
Krucjata w Egipcie (wł. Il crociato in Egitto) – opera w 2 aktach Giacomo Meyerbeera, do libretta Gaetano Rossi’ego. Pierwsze wykonanie opery miało miejsce w Teatrze La Fenice w Wenecji 7 marca 1824. Partię Armando śpiewał słynny kastrat Giovanni Battista Velluti.

## Osoby
- Aladino / Elmireno – sułtan (bas)
- Palmide – córka sułtana (sopran)
- Armando – Król Rhodos, wój Elmireno (sopran/kontratenor lub mezzosopran)
- Felicia – dawna narzeczona Aladino (mezzosopran)
- Adriano – Wielki Mistrz Króla Rhodos (tenor)
- Alma – powiernica Palmidy (sopran)
- Osmino – Wielki Wezyr Egiptu (tenor)

## Treść
Akcja opery rozgrywa się podczas Wyprawy krzyżowej w 1228 r. w Egipcie w mieście Damietta.
Przed rozpoczęciem opery rycerz Armando d’Orville (uznany za zmarłego w walce) staje się pod przybranym imieniem Elmireno powiernikiem Aladino – sułtana miasta Damietta. Zakochuje się w córce sułtana Palmidzie i potajemnie poślubia oraz nawraca na chrześcijaństwo. Sułtan Aladino chce oddać swą córkę za mąż Elmirenowi, w nagrodę za zasługi. Budzi to gniew Osmina, który jest w niej zakochany.
Adriano di Monfort, wuj Armanda przybywa do pałacu sułtana z poselstwem, aby negocjować rozejm oraz wymianę jeńców. Rozpoznaje Armando. Poznaje go też Felicja – dawna narzeczona Armanda – która przybywa w przebraniu do pałacu w poszukiwaniu swego zaginionego narzeczonego.
W tym czasie więźniowie chrześcijańscy zostają skazani na kary więzienia i śmierć. Osmino wraz z Armando osłaniają więźniów i snują plany zabicia sułtana. Armando nie chce jednak zdradzić sułtana i zabija Osmina. Sułtan wybacza mu i zawiera pokój z Krzyżowcami. Związek Armando i Palmidy zostaje ujawniony.